# يوهان ألبرشت إرينستروم
يوهان ألبرشت إرينستروم (بالسويدية: Johan Albrecht Ehrenström) (28 أغسطس 1762 – 15 أبريل 1847) كان سياسيًا ومخططًا حضريًا فنلنديًا بارزًا، شغل عدة مناصب رفيعة، منها عضو في مجلس الشيوخ الفنلندي، ومستشار سري فعّال، ورئيس لجنة إعادة إعمار هلسنكي.

## حياته ومسيرته
وُلد إرينستروم في هلسنكي في فترة كانت فيها فنلندا تحت الحكم السويدي، ثم لاحقًا أصبحت تحت سيطرة الإمبراطورية الروسية. تلقى تعليمه في أكاديمية توركو الملكية، وبرز لاحقًا كإداري وكاتب ومخطط مدني.

## إعادة إعمار هلسنكي
أبرز إنجازاته كان في إعادة تخطيط مدينة هلسنكي بعد الحريق الكبير الذي دمّر أجزاءً منها في عام 1808. ترأس اللجنة التي عهد إليها القيصر الروسي ألكسندر الأول بمهمة إعادة إعمار المدينة، وقد لعب دورًا أساسيًا في تحويل هلسنكي إلى مدينة حديثة ذات تخطيط شطرنجي واسع، بالتعاون مع المهندس المعماري الألماني كارل لودفيغ إنغل.

## المناصب والأوسمة
شغل إرينستروم منصب مستشار سري فعّال في الإدارة الروسية لفنلندا، وكان عضوًا في مجلس الشيوخ، وهو أعلى هيئة تنفيذية في فنلندا في تلك الفترة. حظي باحترام كبير من قبل السلطات الروسية والمجتمع الفنلندي على حد سواء.

## وفاته
توفي يوهان ألبرشت إرينستروم في 15 أبريل 1847 عن عمر ناهز 84 عامًا، ودُفن في هلسنكي، حيث لا يزال يُذكر كواحد من رواد التخطيط الحضري في فنلندا الحديثة.